# Scorpio maurus
Scorpio maurus Linnaeus, 1758 (dal greco maur-, scuro) è uno scorpione della famiglia Scorpionidae, diffuso nella parte settentrionale dell'Africa e in Medio Oriente.
È stata la prima specie dell'ordine Scorpiones descritta da Linneo

## Descrizione
La dimensione media degli esemplari di Scorpio maurus è di 5–8 cm, e il colore può variare dal giallo paglierino al nero pece a seconda della sottospecie considerata, con tonalità solitamente più scure sul dorso e sui pedipalpi. Il cefalotorace è suddiviso in due lobi da un'incisione nella parte frontale, la coda è più corta del resto del corpo ed i pettini nella parte inferiore hanno una lunghezza ridotta. Le chele sono grandi e molto appiattite, parzialmente granulate sulla parte esterna e lisce nell'interna, e presentano bordi interni arrotondati, con dita corte. Se esposto alla luce ultravioletta, Scorpio maurus emana una fluorescenza di colore giallo verde.

### Dimorfismo sessuale
Il maschio di Scorpio maurus si differenzia dalla femmina per la minor lunghezza delle dita delle chele, per una maggior lunghezza dei pettini e per la forma dell'opercolo genitale, di forma ellittica nel maschio e a forma di cuore nella femmina.

## Biologia
Scorpio maurus è uno scorpione scavatore spesso ritrovato in larghe colonie, con densità di più di 50 individui per 100 m², in cui ogni esemplare mantiene una propria tana di profondità variabile fra 20 e 70 cm. L'ecologia della specie non è nota nei dettagli data la difficoltà nella raccolta di dati riguardanti la vita in condizioni naturali. Nelle aree con un clima più rigido, Scorpio maurus può ibernarsi nella propria tana durante l'inverno.

### Riproduzione
Si stima che la maturità sessuale sia raggiunta verso i due anni di età e la prima riproduzione avvenga a 3 anni. Il periodo di gestazione dura per un periodo di 14 o 15 mesi, al termine del quale la femmina mette al mondo fino a 43 piccoli già formati.
L'accoppiamento avviene durante la stagione secca, tra Maggio e Giugno, maschio e femmina possono essere trovati nella stessa tana solamente durante questo periodo. I piccoli rimangono con la madre dalla nascita fino all'arrivo della stagione piovosa, intorno a Novembre, quando si separano e vanno a creare le proprie tane.

### Veleno
Il veleno di Scorpio maurus non ha un effetto letale sull'uomo, salvo in soggetti sensibili o allergici, ma la sua puntura è molto dolorosa. Il veleno è composto da una miscela di citotossine, fosfolipasi e neurotossine e sugli insetti ha un effetto inizialmente spastico seguito da paralisi flaccida. Fra le tossine presenti nella miscela la maurotossina è una proteina costituita da una singola catena di 34 aminoacidi la cui conformazione si distingue dalle altre tossine presenti nel veleno di altre specie per la presenza di 4 ponti disolfuro che gli conferiscono una differente struttura terziaria. L'effetto della maurotossina è di inibire i canali del potassio, il che la rende un interessante oggetto di studio per la ricerca in fisiologia e per lo sviluppo di nuovi farmaci.

## Distribuzione e habitat
L'areale di Scorpio maurus comprende la parte settentrionale dell'Africa dal Marocco all'Egitto, la penisola arabica, Israele, Siria, Giordania, Turchia, Iraq e Iran.
Per quanto sia comunemente diffuso in aree semi-desertiche, può essere ritrovato in regioni con un clima mediterraneo e ad altitudini variabili fra il livello del mare ed i 3000 metri.

## Tassonomia
Sono riconosciute 11 sottospecie.